# Киргизско-узбекская граница
Киргизско-узбекская граница в длину составляет 1314 километра, проходя от границы с Казахстаном до границы с Таджикистаном. Это самая длинная внешняя граница Кыргызстана.

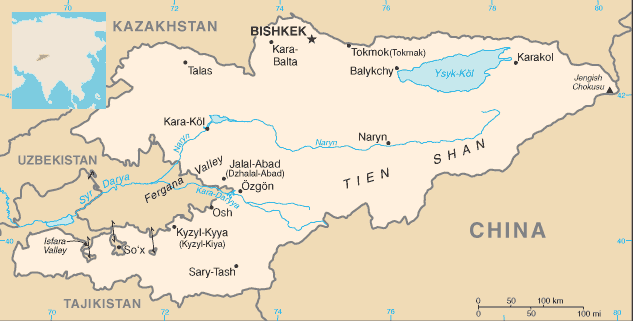
Карта Кыргызстана с указанием границы с Узбекистаном

## Описание
Граница начинается на севере в точке пересечения с Казахстаном, а затем огибает узбекскую территорию между Казахстаном и Кыргызстаном; далее граница проходит через горы Пскем, и большая часть этой территории занята рядом национальных парков (Угам-Чаткальский национальный парк в Узбекистане и Беш-Аральский государственный природный заповедник в Кыргызстане). Затем граница проходит примерно в юго-восточном направлении, пересекая хребет Чаткал и горы Курама, затем переходит в Ферганскую долину недалеко от города Варзик. Остальная часть границы очень извилистая, состоит из серии витых линий, образующих форму наконечника стрелы в восточном Узбекистане. Северная сторона этой «стрелы» содержит точку узбекской территории посередине, создавая небольшой узбекский анклав на кончике к западу от киргизского города Кербен. «Наконечник» стрелы лежит к востоку от Ханабада. Затем граница проходит через ряд зубчатых линий на запад к таджикской точке.
Самая северная часть границы является гористой и малонаселенной, что резко контрастирует с остальной частью, проходящей через густонаселенную Ферганскую долину.
Узбекская железнодорожная сеть имеет несколько участков, которые пересекают эту границу, оставляя несколько станций в Кыргызстане в конце небольших веток, и самый восточный участок железной дороги пересекает границу дважды. Это наследие советской эпохи, когда инфраструктура строилась независимо внутренних границ.

## Анклавы
На границе есть несколько анклавов: один киргизский анклав в Узбекистане (Барак) и четыре узбекских анклава в пределах Кыргызстана (Сох, Шохимардон, Джани-Айил / Джангайль и Чон-Кара / Калача).

## История

Советская Центральная Азия в 1922 году до национального разграничения

Национально‑территориальное размежевание — попытка Сталина сохранить советскую гегемонию в регионе путём искусственного разделения его жителей на отдельные нации и с границами, преднамеренно проведёнными, чтобы оставить меньшинства внутри каждого образования. Хотя на самом деле Советы были обеспокоены возможной угрозой пантюркского национализма как это выражалось, например, в движениях басмачей 1920-х годов, более тщательный анализ, основанный на первоисточниках, рисует гораздо более тонкую картину, чем это обычно представляется.
Советский союз имел целью создать этнически однородные республики, однако многие районы были этнически смешанными (например, Ферганская долина), и зачастую было трудно присвоить «правильный» этнический ярлык некоторым народам (например, смешанным таджикско-узбекским сартам или различным туркмено-узбекским племенам вдоль Амударьи). Местная национальная элита решительно аргументировала (и во многих случаях преувеличивала), и Советам часто приходилось решать возникающие конфликты, что еще более затруднялось отсутствием экспертных знаний и нехваткой точных или современных этнографических данных о регионе. Кроме того, Национально‑территориальное размежевание также стремилось создать «жизнеспособные» организации, которые также должны принимать во внимание экономические, географические, сельскохозяйственные и инфраструктурные вопросы, и зачастую превосходят этнические. Попытка уравновесить эти противоречивые цели в рамках общей националистической структуры оказалась чрезвычайно трудной и зачастую невозможной, что привело к образованию часто извилистых границ, многочисленных анклавов и неизбежному созданию крупных меньшинств, которые в конечном итоге жили в «неправильной» республике. Кроме того, Советы никогда не стремились к тому, чтобы эти границы стали международными границами, какими они являются сегодня.
Национально‑территориальное размежевание областей по этническому признаку было предложено еще в 1920 году. В это время Центральная Азия состояла из двух Автономных Советских Социалистических Республик (АССР) в составе Российской СФСР: Туркестанской АССР, созданной в апреле 1918 года и охватывающей большую часть того, что сейчас является южным Казахстаном, Узбекистаном и Таджикистаном и Туркменистаном, а также Киргизская Автономная Советская Социалистическая Республика, образованная 26 августа 1920 года на территории, примерно совпадающей с северной частью современного Казахстана (в это время казахов называли «киргизами», и в настоящее время они считаются подгруппой казахов и называются «кара-киргизы». Существовали также две отдельные преемницы-«республики» Бухарского эмирата и Хивинского ханства, которые были преобразованы в Бухарскую и Хорезмскую народные советские республики после захвата Красной Армией в 1920 году.
25 февраля 1924 года Политбюро и Центральный Комитет Советского Союза объявили, что оно приступит к Национально‑территориальному размежеванию в Центральной Азии. Этот процесс должен был контролироваться Специальным комитетом Центрально-азиатского бюро с тремя подкомитетами для каждой национальности региона (казахов, туркменов и узбеков), и работа тогда была чрезвычайно быстрой. Первоначально планировалось сохранить Хорезмскую и Бухарскую республики, однако в апреле 1924 года было принято решение о разделении их по причине часто выступающей оппозиции (в частности, хорезмские коммунисты не хотели упразднять свои государства).
Киргизско-узбекскую границу оказалось чрезвычайно трудно провести из-за смешанного характера заселения в Ферганской долине. Как правило, территориальные комитеты отводили кочевые участки киргизам, а заселенные узбекам. Однако Советы считали, что у киргизского образования нет городов, и это будет препятствием для экономического развития. Именно по этой причине киргизы получили Ош, преимущественно населенный узбеками. Были разногласия по Андижану, Маргилану и Джалабаду; в конце концов, первые два были переданы узбекам, последний — киргизам. Первоначально граница была намного длиннее, так как Узбекская ССР включала Худжандскую область, а также остальную часть того, что сейчас является Таджикистаном, как Таджикскую АССР. Граница заняла свое нынешнее положение в 1929 году, когда Таджикистан получил Худжанд и стал полной ССР . Кара-Киргизская автономная область изначально была в составе Российской СФСР в октябре 1924 года, границы которой совпадали с границами современного Кыргызстана. В 1925 году она была переименована в Киргизскую автономную область в мае 1925 года, затем стала Киргизской АССР в 1926 году (не путать с Киргизской АССР, которая была первым названием Казахской АССР), и, наконец, стала Киргизской ССР в 1936 году.
Граница стала международной в 1991 году после распада Советского Союза и обретения независимости входящих в него республик. Напряженность стала очевидной в связи с Ошскими бунтами в 1990 году. В 1999—2000 годах Узбекистан начал в одностороннем порядке разграничивать и минировать участки границы, ссылаясь на угрозу трансграничного терроризма. Соглашение 2001 года о потенциальной демаркации участков границы и создании свопов, соединяющих их соответствующие анклавы с «материком», было плохо принято в Кыргызстане, и соглашение так и не было ратифицировано, что привело к сохранению напряженности вдоль границы в это время. В последние годы отношения улучшились, и в 2018 году было подписано пограничное соглашение, определяющее большую часть границы; но обсуждение статуса анклавов в настоящее время продолжается.
В 1999 началось строительство барьера — забора на границе с целью предотвращения проникновения террористов.
27 января 2023 года было официально заявлено о полной делимитации границ между двумя странами.

## Пограничные пункты
- Шамалды-Сай — Учкурган (закрыт)[35]
- Манет — Избоскан (дорожный)
- Джалал-Абад — Ханабад (автомобильный транспорт, железнодорожный транспорт в настоящее время закрыт)
- Ош — Корасув (железнодорожный)
- Достык — Дустлык (дорожный)
- Кызыл-Кия — Кувасай (железнодорожный)